# Ридван од Алепа
Ридван од Алепа (умро 10. децембра 1113. године) био је турски владар Алепа (1095—1113) и један од најпознатијих муслиманских личности крсташких похода. Познат је и као покровитељ Асасина.

## Биографија
Ридван је био син Тутуша I, владара Сирије. Након очеве смрти, престо је требало да наследи његов брат Дукак, али се Ридван побунио и преузео власт у Алепу. Уз помоћ Тугтигина Дукак преузео Дамаск. Подела међу браћом изазвала је поделу међу велможама и гувернерима - антиохијски гувернер Јаџи Сијан и Ил Гази стали су на страну Дукака. На Ридванову страну стао је Сокман, а касније је Јаџи Сијан прешао на његову страну. Тај савез, међутим, није дуго трајао јер је 1098. године Антиохија освојена од крсташа, а Јаџи Сијан је убијен. 
Ридван је током крсташког рата 1101. године био на страни Килиџ Арслана и Малик Газија. Ипак, он је у емирима видео веће непријатеље него у хришћанима. 1103. године преузима Понс убијајући његовог непријатеља, а тамошњег управника. Први већи сукоб Ридвана са крсташима одиграо се код места Арте 1105. године. Ридвана је поразио Танкред Галилејски. Неколико година касније, пристао је на плаћање данка Танкреду, што је ужаснуло алепског кадију Ибн ел Хашаба који зове Мавдуда, атабега Мосула у помоћ. Мавдуд је касније такође убијен од Асасина.
Ридван умире 1113. године. Наследио га је син Алп Арслан ел Ахрас који неће водити исту политику подржавања Асасина што ће довести до пада Алепа. 